# Distrito de Martonvásár
El distrito de Martonvásár (húngaro: Martonvásári járás) es un distrito húngaro perteneciente al condado de Fejér.
En 2013 su población era de 26 531 habitantes. Su capital es Martonvásár.

## Municipios
El distrito tiene 2 ciudades (en negrita) y 6 pueblos (población a 1 de enero de 2012):
- Baracska (2766)
- Ercsi (7999)
- Gyúró (1254)
- Kajászó (1055)
- Martonvásár (5811) – la capital
- Ráckeresztúr (3311)
- Tordas (2123)
- Vál (2521)